# 奧波拉帕
奧波拉帕是哥倫比亞的城鎮，位於該國西南部，由乌伊拉省負責管轄，距離首府內瓦203公里，始建於1860年，面積188平方公里，海拔高度1,115米，2005年人口10,139。
2°03′N 75°58′W / 2.050°N 75.967°W